# L'Inconnu dans la maison
L'Inconnu dans la maison è un film del 1992 diretto da Georges Lautner, basato dal romanzo Gli intrusi di Georges Simenon.